# Festival de música

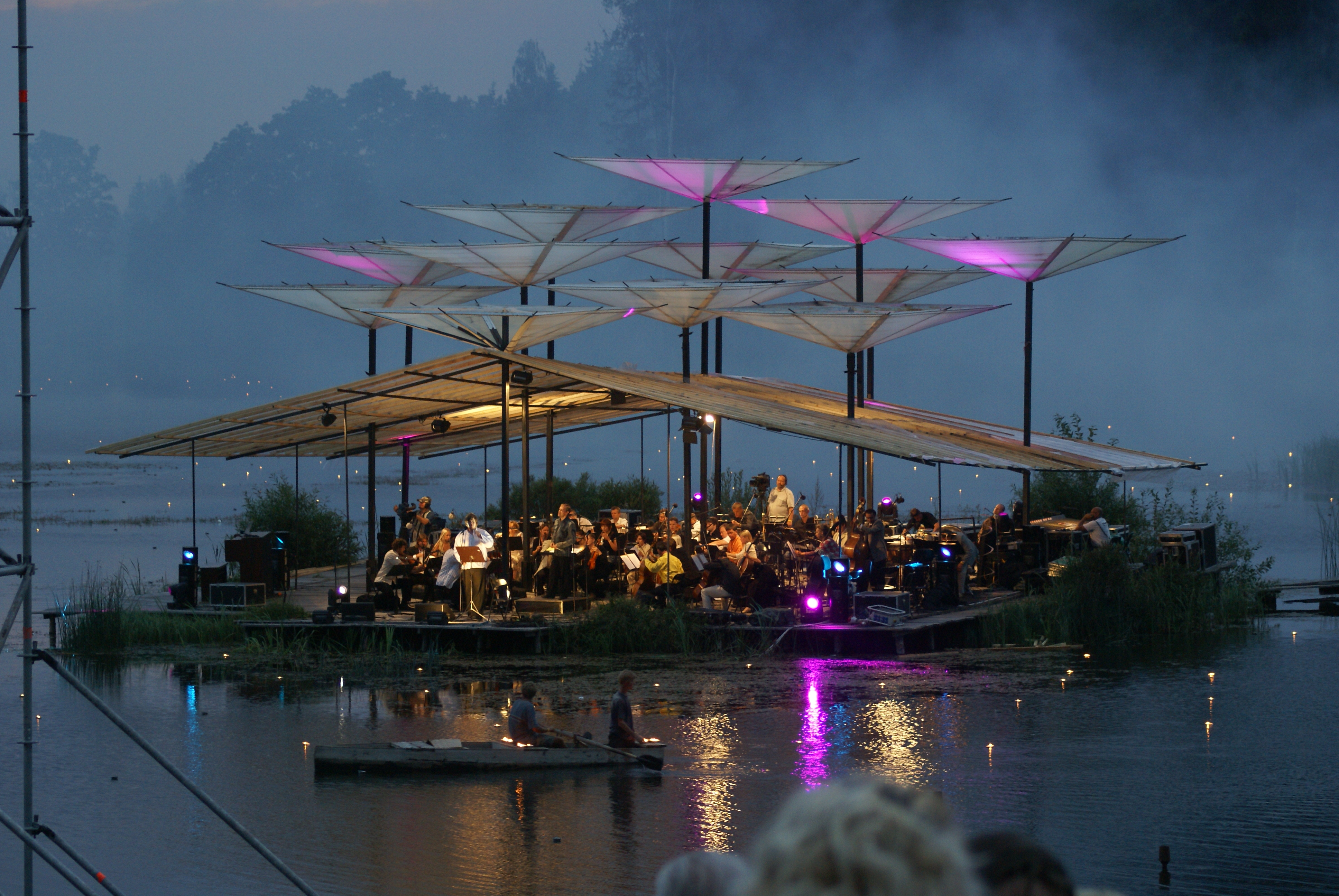
Festival del llac Leigo (Estònia), 2007.

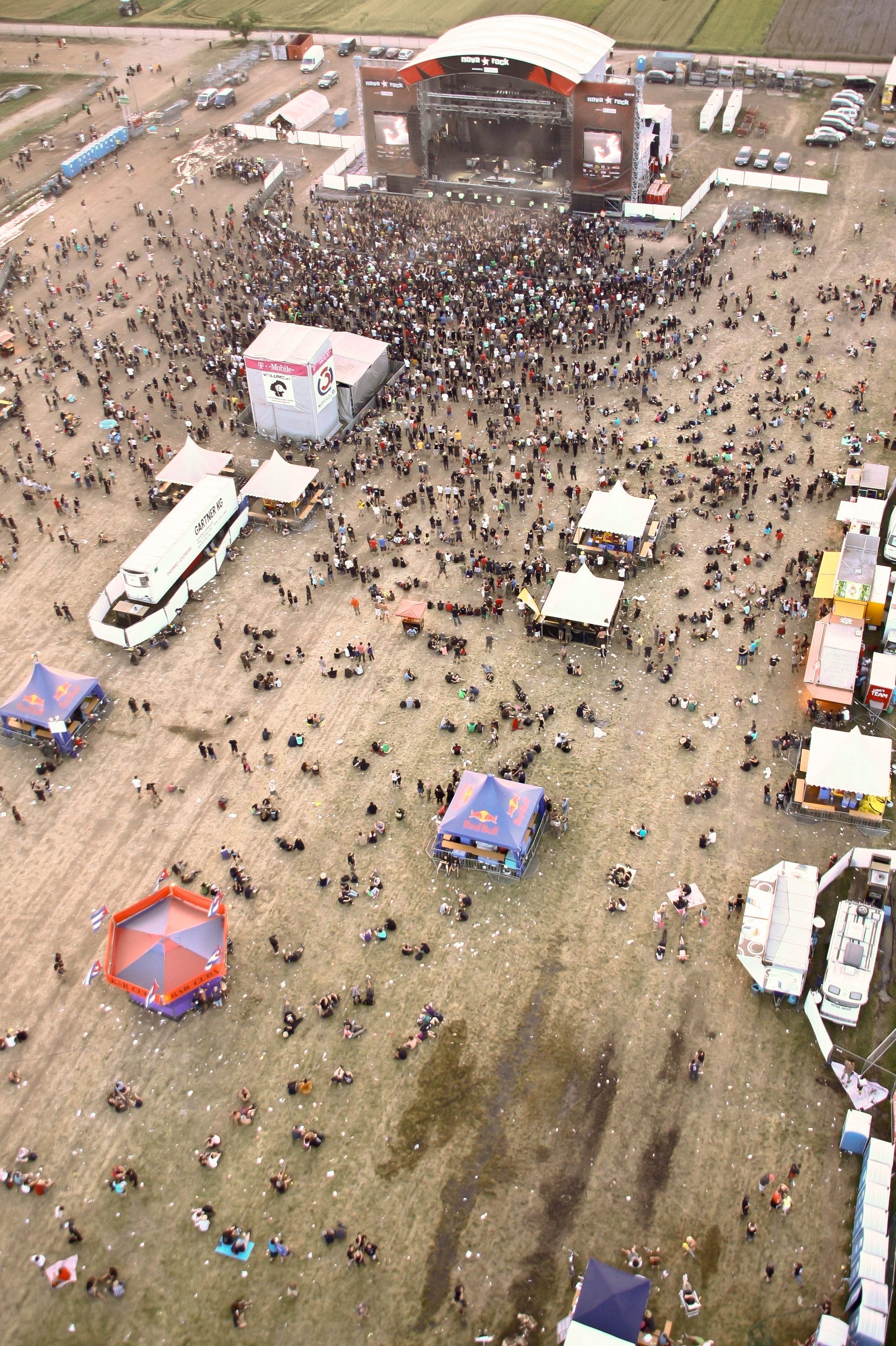
Festival a Nickelsdorf (Àustria), 2010.

Un festival de música és un tipus de festival o esdeveniment social que tracta d'aglutinar una gran quantitat de concerts de música durant diversos dies i generalment del mateix gènere musical, d'aquesta manera els assistents al festival poden passar diversos dies gaudint de música en directe. En aquests festivals se solen realitzar altres activitats alternatives relacionades amb la música. Un dels més famosos de la història va ser el Festival de Woodstock de 1969. En el continent americà destaca el Festival Internacional de la Canción de Viña del Mar i a nivell intercontinental destaca el Festival de la Cançó d'Eurovisió pels seus nivells d'audiència, que arriben a xifres de 200 milions d'espectadors al món.

## Història
Els festivals van començar sent un conjunt de celebracions en honor dels déus. En el 4500 a. C., els egipcis realitzaven aquests festivals acompanyats de música i dansa. Els van seguir els grecs i romans. Els Jocs Pítics a Delfos incloïen actuacions musicals, i poden ser considerats dels primers festivals coneguts.
En l'edat mitjana els festivals s'organitzaven com a competicions musicals que eren patrocinades pels gremis.
Posteriorment, en 1897 es va celebrar el festival de música irlandesa a Dublín.
Ja al segle xx, el fenomen dels festivals de música té la seva major explosió durant la transició entre els anys seixanta i setanta en l'àmbit de la música rock i pop. En aquest moment els dos esdeveniments musicals històricament més importants van ser el Festival de l'Illa de Wight en 1968 en el sud d'Anglaterra i el Festival de Woodstock en 1969 als Estats Units, el Festival de la Cançó d'Eurovisió des de 1956 i el Festival de Viña del Mar a Llatinoamèrica des de 1960.
Un gran nombre de festivals són esdeveniments anuals, o es repeteixen seguint alguna altra periodicitat. A partir de 1975, després de la mort del dictador Francisco Franco es va començar a celebrar el primer festival de música lliure d'Espanya, el Festival Internacional d'Ortigueira, en el qual es reunien i es reuneixen els grups de música folk i cèltica de les principals nacions, denominades cèltiques. Alguns, els quals molts festivals de rock, se celebren només una vegada. Certs festivals s'organitzen com a concerts amb ànim de lucre i uns altres són benèfics per una causa específica.